# Niedrzakówek
Niedrzakówek – część wsi Niedrzaków w Polsce, położona w województwie łódzkim, w powiecie kutnowskim, w gminie Strzelce.
W latach 1975–1998 Niedrzakówek należał administracyjnie do województwa płockiego.